# 罗希诺 (列宁格勒州)
罗希诺（羅馬化：Roshchino）是俄罗斯列宁格勒州的市级镇，属维堡区，地处列宁格勒州西部，位于区行政中心维堡东南、州府圣彼得堡及加特契纳西北方。罗辛卡（Рощинка）、希罗卡亚（Широкая）、尼日尼亚亚（Нижняя）三条河流流经该地。
16世纪首次提及，称赖沃拉（Райвола），1949年改为现名。该地2024年人口有16,331人；2010年人口13,439；2002年人口9,393；1989年人口8,436。